# 백운중학교 (충북)
백운중학교(白雲中學校)는 대한민국 충청북도 제천시 백운면 평동리에 있는 공립 중학교이다.

## 학교 연혁
- 1954년 5월 14일 : 설립인가(3학급)
- 1954년 8월 20일 : 초대 권영호 교장 취임
- 1954년 10월 10일 : 개교 및 교사 신축 낙성식
- 1974년 6월 10일 : 현 교사로 이전
- 2018년 12월 17일 : 교육기부 모델학교 선정(교육부, 한국과학 창의재단)
- 2018년 12월 18일 : 2018. 충북 「방과후학교」 Best-School 선정(2년 연속)
- 2022년 9월 1일 : 제35대 최정순 교장 취임
- 2023년 12월 18일 : 제68회 졸업식(16명 졸업) 총 졸업생수 6,195명
- 2024년 3월 4일 : 제71회 입학식(신입생 11명)

## 참고 자료
- 백운중학교 - 한국교육학술정보원 학교알리미